# ZIL-4112R
O ZIL-4112R é um carro de luxo com carroceria limusine produzido pela ZIL da Rússia.

## História
O veículo foi apelidado de "Limousine Número Um" e foi projetado e produzido especificamente para o Presidente da Rússia como chefe de Estado e levou seis anos para ser concluído (2006-2012). O ZIL-4112R tem seis portas e motor V8 de 7,7 litros e inclui estofamento em couro de bezerro e telas de vídeo para mostrar o exterior mesmo com as janelas cobertas. O veículo pesa 3,8 toneladas e tem velocidade máxima de 201 km/h, a eficiência de combustível é de 25 litros por 100 km.
Este novo modelo (chamado ZIL-4112R) possui o sufixo R – que é a primeira letra do sobrenome de Sergey Rozhkov, sua inicial foi adicionada após o número do modelo devido às suas contribuições significativas para o design do veículo.
Acredita-se que apenas um carro seja produzido pela MSC6, que se tornou uma empresa independente e continua a realizar trabalhos de reparação e restauração de automóveis de passageiros ZIL.

## Design e especificações
Esta limusine de seis portas é movida por um motor V8 de 7,7 litros a gasolina com injeção eletrônica, conectado a uma transmissão automática de 6 velocidades, que produz 400 cv (298 kW) e 610 Nm de torque.

## Recursos
O ZIL-4112R possui controle climático de zona dupla, com uma "parede de ar" que separa as duas zonas da mistura.